# Lynndie England
Lynndie Rana England (ur. 8 listopada 1982) – rezerwistka Armii Stanów Zjednoczonych, jedna z kilku żołnierzy uznanych za winnych przez Armię Stanów Zjednoczonych w związku ze sprawą poniżania i torturowania więźniów w Abu Ghraib, w bagdadzkim więzieniu, podczas inwazji na Irak.

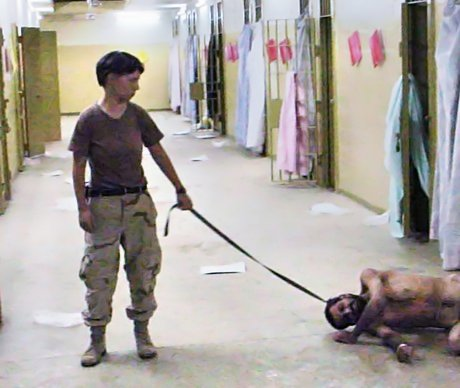
Szeregowa England trzymająca smycz zawiązaną wokół szyi irackiego więźnia

England była szeregową w 372. kompanii Żandarmerii Wojskowej, będącej na służbie w Iraku. Ona oraz inni żołnierze zostali uznani za winnych maltretowania seksualnego, fizycznego i psychologicznego irackich jeńców wojennych. Została skazana 27 września 2005 na karę 3 lat więzienia (prokurator domagał się od czterech do sześciu). W 2007 została warunkowo zwolniona.